# Karina Lakerbai
Karina Lakerbai (Mogilev, 27 de dezembro de 1988) é uma esgrimista brasileira, nascida na Bielorrússia.
Filha de uma ginasta e de um mestre de armas, nasceu dois anos depois do acidente nuclear de Chernobyl, numa cidade a 300 quilômetros de distância da usina. Mesmo assim, cresceu afetada pela radiação. Sofreu de osteocondromas (pequenos tumores nos ossos) e precisou se submeter a cirurgias de raspagem óssea.
Mudou-se para o Brasil com a família aos 6 anos de idade, radicando-se em São Paulo. Formou-se em Sociologia pela Escola De Filosofia, Letras E Ciências Humanas (EFLCH) da Universidade Federal de São Paulo.
Apesar de ser destra, venceu o Campeonato Sul-Americano de 2009 usando o braço esquerdo, porque meses antes havia operado o ombro direito. Venceu ainda os Jogos Sul-Americanos em Santiago no Chile em 2014.
Foi campeã brasileira de sabre por oito anos consecutivos, de 2007 a 2014. Medalha de bronze na competição em 2015, voltou a ser campeã em 2016 e 2017. Integrou a equipe brasileira nos Jogos Pan-Americanos de 2011, em Guadalajara.

## Títulos
- Campeonato Brasileiro de Esgrima - 2007, 2008, 2009, 2010, 2011, 2012, 2013, 2014, 2016 e 2017[7]
- Campeonato Sul-Americano - 2009 e 2014[6]
- Campeonato Pan-Americano Juvenil - 2007[7]